# جسی کیو
جسیکا "جسی" کیو (به انگلیسی: Jessica "Jessie" Cave) (زاده ۱۹۸۷) بازیگر انگلیسی است. او بیشتر بخاطر ایفای نقش شخصیت لاوندر براون در مجموعه فیلم‌های هری پاتر شناخته می‌شود.